# Свети Николай (Негуш)
„Свети Николай“ (на гръцки: Ιερός Ναός Αγίου Νικολάου) е православна църква в южномакедонския град Негуш (Науса), Егейска Македония, Гърция. Храмът е част от енория „Свети Димитър“ на Берската, Негушка и Камбанийска епархия на Църквата на Гърция.
Църквата е разположена в едноименния парк в едноименната махала Агиос Николаос, в полите на Каракамен (Вермио) югозападно от Негуш, близо до изворите на Арапица. Храмът е изграден в 1912 година върху развалините на изгорена от Али паша Янински в 1791 година църква. Храмът е изграден за по-малко от две години от местни майстори с даренията на негушани, като в ктиторския надпис над входа се споменава името на Христос Каридас. Според местна легенда на един ага му се явил Свети Николай и му казал, че болната му жена ще се оправи, ако турчинът позволи построяването и се грижи за църквата, посветена на Свети Николай.
В архитектурно отношение храмът е малка базилика с дървен покрив и отделен с четири колони нартекс на запад. Преди опожаряването е възможно да е имал монашески килии. Изписан е в 1956 година от негушкия зограф Такис Хасюрас – в наоса вляво са изписани сцени от живота на Свети Николай, а вдясно светите апостоли Петър и Павел. Таванът също е изписан. В 1982 година стенописите са обновени. Иконостасът е дървен, резбован и иконите на него са дело на негушкия зограф Христодулос Матеу.